# عوزی نارکیس
عوزی نارکیس (انگلیسی: Uzi Narkiss؛ ۶ ژانویه ۱۹۲۵ – ۱۷ دسامبر ۱۹۹۷) یا اوزی نارکیس سرلشکر نیروهای دفاعی اسرائیل بود، که در فاصله سال‌های ۱۹۶۶ تا ۱۹۶۸ به‌عنوان فرمانده ستاد فرماندهی مرکزی اسرائیل فعالیت می‌کرد.
در آوریل ۱۹۴۸، نارکیس به همراه گردان چهارم تیپ ۱۰ هارئیل، حمله به قطمون را رهبری کرد و در این مدت صومعه سن سیمون - یک موقعیت استراتژیک کلیدی - را تصرف کردند. پس از خروج نهایی بریتانیایی‌ها در ماه مه ۱۹۴۸ و منشور استقلال اسرائیل، نارکیس برای کمک به محاصره‌شدگان در محله یهودیان شهر قدیمی منصوب شد. واحد نارکیس، که «نیروی انحرافی» لقب گرفته بود، موفق شد به دروازه صهیون نفوذ کند، آذوقه بیاورد و مجروحان را از محاصره خارج کند. با این حال، هنگامی که نیروهای کمکی نظامی نرسیدند، نارکیس به افراد خود دستور عقب‌نشینی داد و شهر قدیمی اندکی پس از آن به دست نیروهای اردنی افتاد.
نارکیس چندین سال را در فرانسه در مدرسه نظامی (فرانسه) تحصیل کرد. او بعداً به عنوان وابسته نظامی اسرائیل در فرانسه حضور داشت و از دولت فرانسه نشان لژیون دونور دریافت کرد. در سال ۱۹۶۵، او به عنوان اولین مدیر کالج دفاع ملی اسرائیل منصوب شد.
در طول جنگ شش روزه در ۵ ژوئن ۱۹۶۷، نارکیس با هفت تیپ تحت فرماندهی خود که به عنوان فرماندهی مرکزی اسرائیل شناخته می‌شدند، مسئول مبارزه با هرگونه حمله احتمالی اردن بود. تصرف شهر قدیمی بخشی از برنامه نبود. واحدهای نیروهای دفاعی اسرائیل  به‌طور مؤثر برای تصرف مواضع کلیدی در شرق اورشلیم، جایی که یکی از مکان‌های کلیدی تپه مهمات بود، حرکت کردند. با این حال، برخلاف میل نارکیس، سیاستمداران هنوز اجازه تصرف شهر قدیمی را نمی‌دادند. اما با نزدیک شدن به آتش‌بس قریب‌الوقوع پس از جلسه اضطراری سازمان ملل، موشه دایان به نارکیس دستور داد که به سرعت از فرصت تصرف شهر استفاده کند، قبل از اینکه هرگونه آتش‌بس مانع از این امر به عنوان یک گزینه شود. تحت هدایت او، شهر قدیمی در ۷ ژوئن تصرف شد و اورشلیم تحت کنترل اسرائیل دوباره متحد شد. از دیدگاه نارکیس، این کارزار، کمپینی را که ۱۹ سال قبل آغاز کرده بود و شکست قبلی‌اش او را آزار می‌داد، تکمیل کرد.
پس از جنگ، روستای فلسطینی بیت عوا کاملاً ویران شد. موشه دایان ادعا کرد که تخریب به دستور افسری انجام شده که مایل به اخراج ساکنان بوده است؛ سرتیپ اوزی نارکیس اعتبار این اقدام را به عهده گرفت.